# Lexicon abbreviaturarum
Il Lexicon abbreviaturarum o Dizionario di abbreviature latine ed italiane è un dizionario specialistico compilato da Adriano Cappelli e pubblicato per la prima volta nel 1899 nella collana dei «Manuali Hoepli». In esso l'autore, mettendo a frutto i suoi studi classici e la sua attività di archivista, raccolse un insieme di abbreviazioni paleografiche e tachigrafiche, sigle e acronimi in uso in testi, documenti ed epigrafi in lingua latina del periodo romano e medievale e in lingua italiana fino alla prima età moderna, indicando a fianco di ciascuna abbreviazione la grafia per esteso.
Il Lexicon abbreviaturarum ebbe altre due edizioni curate e rivedute dall'autore, la seconda nel 1912 e la terza nel 1929; dopo la sua morte fu ristampato più volte e nel 2011 è stato rielaborato e ampliato a cura di Mario Geymonat e Fabio Troncarelli.

## Contenuto